# Alfred Guesdon
Alfred Guesdon (Nantes, 1808-1876) fue un arquitecto, grabador y litógrafo francés. Conocido por las litografías aéreas que hizo de diversas ciudades europeas a mediados del siglo XIX para su publicación en la revista La Illustration, Journal Universel de París. Estuvo en España y realizó once panorámicas tituladas L'Espagne à vol d'oiseau, de Madrid, Sevilla, Córdoba y Valencia, entre otros lugares.

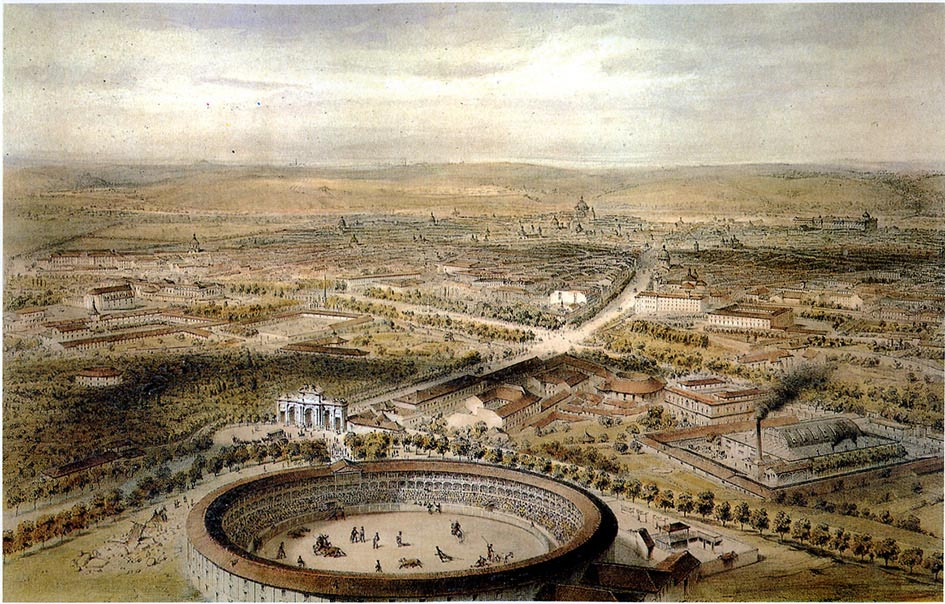
La plaza de toros de la Puerta de Alcalá, en una vista aérea del Madrid de 1854 dibujada por Guesdon. Se aprecian, además, el Palacio del Retiro, la Puerta de Alcalá y el Real Pósito.

Se cree que las imágenes las tomaba el fotógrafo y aeronauta galés Charles Clifford, desde un globo aerostático. Guesdon las tomaba como base para realizar las litografías, que luego comercializaba.